# Historický ústav Akademie věd České republiky
Historický ústav Akademie věd České republiky, v. v. i., je veřejnou výzkumnou institucí zřizovanou Akademií věd ČR. Jeho cílem je výzkum českých, československých a obecných dějin.

## Historie
Jako součást Akademie věd byl ústav ustaven od jejího založení v roce 1952, navazoval však na starší tradici Státního historického ústavu vydavatelského, založeného r. 1921. Mezi lety 1970–1990 nesl název Ústav československých a světových dějin ČSAV.

## Výzkumná činnost
Historický ústav patří mezi hlavní výzkumná pracoviště v oboru historie v Česku. Základní strukturu výzkumných týmů tvoří šest oddělení: I. Oddělení dějin středověku; II. Oddělení dějin raného novověku; III. Oddělení moderních kulturních a sociálních dějin; IV. Oddělení moderních transnacionálních a intelektuálních dějin; V. Oddělení biografických studií; VI. Oddělení historické bibliografie. Součástí ústavu je také Český historický ústav v Římě – Instituto Storico Ceco di Roma, stejně jako několik vědeckých center (Centrum raně novověkých studií, Centrum právněhistorických studií, Centrum pro dějiny vzdělanosti, Výzkumné centrum Dvory a rezidence ve středověku, Výzkumné centrum historické geografie, Výzkumné centrum pro církevní a náboženské dějiny a Výzkumné centrum dějin a kultury východní Evropy).
Je zde zřízena rovněž rozsáhlá oborová knihovna, která obsahuje asi 250 000 svazků. Oddělení oborové bibliografie pak vytváří databázi Bibliografie dějin Českých zemí.

### Publikační a vydavatelská činnost
V rámci ústavu vychází také několik oborových periodik: Český časopis historický, Slovanský přehled, Mediaevalia Historica Bohemica, Folia Historica Bohemica, Moderní dějiny, Historická geografie.